# Chromowe
Chromowe (ukr. Хромове, do 2016 Artemiwśke, ukr. Артемівське) – osiedle na Ukrainie, w obwodzie donieckim, w rejonie bachmuckim, w hromadzie Bachmut. W 2001 liczyło 1054 mieszkańców, spośród których 629 wskazało jako ojczysty język ukraiński, 406 rosyjski, 2 białoruski, 1 ormiański, 10 romski, 5 inny, a 1 osoba się nie zadeklarowała.